# Борисов, Александр Филиппович (дипломат)
Алекса́ндр Фили́ппович Бори́сов (26 декабря 1945 — 1998 или 1999) — советский и российский дипломат.

## Биография
Окончил Московский государственный институт международных отношений (МГИМО) МИД СССР (1969). Владеет французским и английским языками.
- В 1987—1992 годах — консул Генерального консульства СССР в Женеве (Швейцария).
- В 1995—1997 годах — директор Департамента государственного протокола МИД России.
- С 1 августа 1998 по 1999 год — чрезвычайный и полномочный посол Российской Федерации в Габоне[2].

## Дипломатический ранг
- Чрезвычайный и полномочный посланник 2 класса (17 сентября 1993)[3]
- Чрезвычайный и полномочный посланник 1 класса (18 сентября 1996)[4]
- Чрезвычайный и полномочный посол (25 августа 1998)[5]